# Autonomia territoriale
L'autonomia territoriale regionale è una forma di ripartizione interna del potere tra lo Stato centrale e una o più entità sub-statali, in cui i poteri legislativi sono delegati in forma permanente a un'assemblea regionale eletta, pur mantenendo l‘autogoverno democratico regionale e l‘integrità territoriale dello Stato nel suo insieme. L‘autonomia è quindi una forma specifica di divisione verticale del potere legislativo e amministrativo, fatta su misura per un'entità sub-statale, trasferendo competenze legislative e amministrative dallo Stato centrale al territorio autonomo.

## Definizione
In base a questo concetto un insieme minimo di competenze legislative e amministrative dal governo centrale vengono trasferite a un territorio (regione, provincia o paese) dello Stato (centrale). Questo sposta una parte del potere decisionale politico dallo Stato centrale, cioè la capitale, a questa parte del paese e alla sua rappresentanza politica. Secondo la Costituzione e il suo statuto speciale, questa regione avrà una maggiore autogestione politica e i suoi cittadini avranno maggiori opportunità di partecipazione democratica. L'autonomia è una forma di rapporto stato-regione che generalmente assicura la conservazione e lo sviluppo delle comunità etniche, culturali e linguistiche che sono distinte dalla popolazione maggioritaria dello stato. Allo stesso tempo, l'autonomia regionale mira a garantire la diversità etnico-culturale e la partecipazione democratica di tutti al processo decisionale anche all‘interno della regione autonoma quando diversi gruppi etnici o comunità condividono un dato territorio.
Nella maggior parte dei casi di autonomia territoriale oggi in vigore, la tutela di una minoranza linguistica, etnica o nazionale, di un popolo indigeno o di un popolo minoritario è lo scopo principale di questa forma di separazione verticale dei poteri. A differenza dello Stato regionale simmetrico, l'autonomia territoriale è sempre una risposta a una particolare esigenza politica di regolamentazione di un'area specifica. Per questo motivo, di solito (la Spagna fa eccezione) autonomia territoriale è stata riservata a una o poche regioni con particolari caratteristiche storiche, geografiche ed etno-culturali. Di norma, la concessione dell'autonomia territoriale ha richiesto che il gruppo etnico titolare o il gruppo etnico di quella regione costituisca la maggioranza o una percentuale significativa della popolazione regionale totale in un'area di insediamento relativamente compatto.

## Caratteristiche di base
L'autonomia territoriale conferisce permanentemente un minimo di competenze legislative e amministrative al territorio autonomo, prima di tutto per soddisfare il suo intento principale, cioè la protezione delle minoranze e l'autogoverno territoriale. Allo stesso tempo, si deve garantire che queste competenze siano esercitate in modo democratico da organi eletti liberamente. Il semplice trasferimento di poteri decisionali dal centro alla periferia nell'ambito dei sistemi autoritari non rispecchia l'idea alla base dell'autonomia. Senza una democrazia funzionante, non esiste una vera autonomia politica.

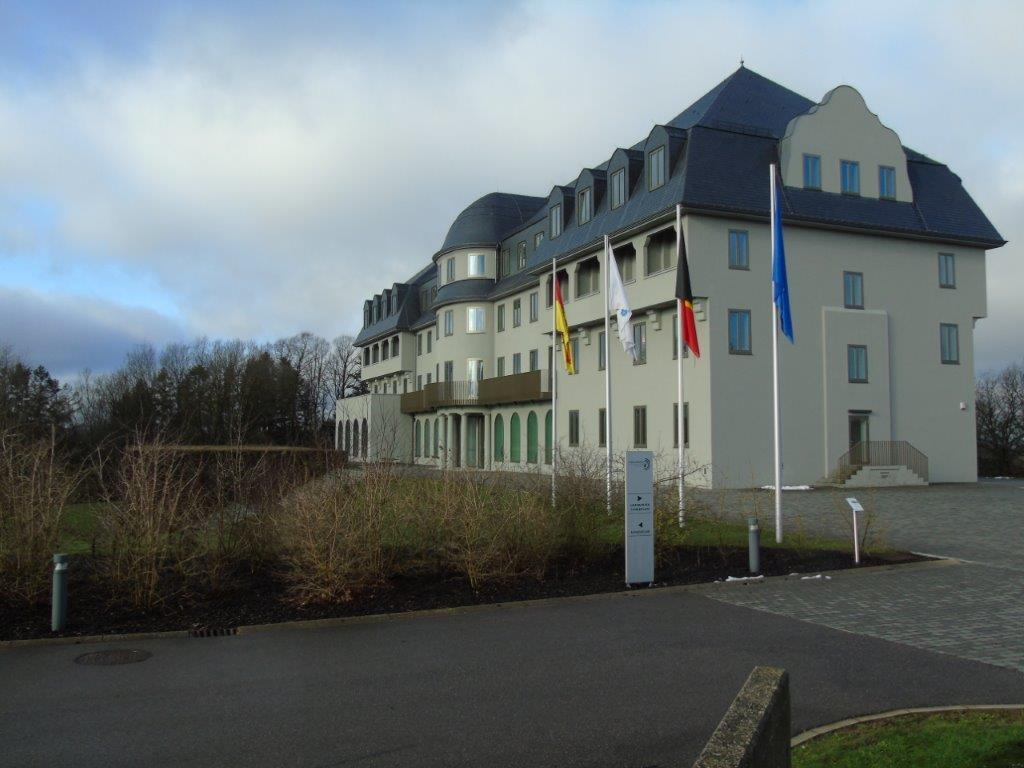
Il Parlamento della comunità di lingua tedesca del Belgio a Eupen

La sovranità dello Stato deve essere riconosciuta dalla popolazione di una regione autonoma e dai suoi legittimi rappresentanti. L'autonomia regionale deve esistere de jure e de facto ed essere ancorata all'ordinamento giuridico dello Stato. Una magistratura indipendente a livello regionale e statale (corte costituzionale o suprema) deve controllare il rispetto dell'autonomia. Le controversie legali tra lo Stato centrale e le unità autonome devono essere risolte in questi casi davanti a giudici indipendenti. Senza uno Stato di diritto funzionante, non esiste un'autonomia moderna. Infine, tutti i cittadini legalmente residenti nell'area autonoma devono godere delle stesse libertà civili e degli stessi diritti politici di base, ad esempio il diritto di voto nella regione autonoma e a livello statale. In questo senso, le riserve dei popoli indigeni non equivalgono ad un'entità con autonomia territoriale.
Autonomia territoriale sussiste in presenza delle seguenti 4 condizioni di base:
- Democrazia: un sistema pluralistico a livello nazionale e regionale con il pieno rispetto delle libertà civili e dei diritti politici fondamentali.
- Stato di diritto: ordinamento costituzionale e giuridico riconosciuto e applicato dallo Stato centrale e dalla regione interessata.
- Dotazione dell'entità con competenze legislative: una regione autonoma deve avere un minimo di poteri legislativi. La semplice delega di poteri amministrativi o il diritto di proporre leggi regionali non sono sufficienti.
- I residenti legali della regione autonoma godono degli stessi diritti civili e politici a livello nazionale come i cittadini residenti in altre regioni; i residenti legali nella regione autonoma sono uguali nei loro diritti politici e civili all'interno della regione autonoma.

Partendo da questa definizione nel 2022 esistono almeno 60 regioni (entità) con autonomia territoriale in 19 paesi. Nonostante la permanenza di numerosi conflitti substatali causati da fattori etnici, l'autonomia territoriale finora è stata raramente scelta come formula di compromesso fra le parti in conflitto. In alcuni paesi, la secessione di regioni finora autonome si trova sull'ordine del giorno; in altri paesi ci sono comunità regionali o gruppi minoritari che da tempo rivendicano un'autonomia territoriale, senza successo.
Nei suoi primi 100 anni di applicazione, l'autonomia territoriale è stata in grado di risolvere in modo duraturo numerosi conflitti, combinando la protezione delle minoranze etnolinguistiche con l'autogoverno interno sia legislativo sia amministrativo, senza toccare i confini dello Stato. Nella maggior parte dei circa 60 territori autonomi funzionanti nel 2020 in tutto il mondo, non ci sono maggioranze politiche che si battono per la secessione e la sovranità di questo territorio.

## Quasi-autonomia
L'autonomia territoriale non è oggi sufficientemente chiara, né nella pratica politica né nella teoria della scienza politica e del diritto costituzionale. In letteratura si sostiene spesso che l'autonomia territoriale sia sinonimo di qualsiasi tipo di trasferimento di responsabilità di autogoverno alle entità regionali di uno Stato, indipendentemente dal quadro costituzionale e dalla qualità democratica di un sistema politico. Il termine stesso ha di solito una connotazione positiva, motivo per cui vengono definiti autonomi molti enti territoriali che in realtà non lo sono (cfr. Entità statuali autonome nel mondo)
Molti dei cosiddetti territori autonomi non hanno poteri legislativi, ma al massimo responsabilità amministrative (esecutive). Altri territori "autonomi" hanno poteri legislativi, ma fanno parte di uno Stato che è governato in modo autoritario o non è affatto costituito democraticamente. In altri "accordi simili all'autonomia", il criterio di uno stato di diritto funzionante a livello centrale e regionale è soddisfatto, ma per altre ragioni non si tratta di sistemi di autonomia moderni. Tali accordi esistono, ad esempio, negli Stati Uniti (Samoa e Isole Vergini), in Nuova Zelanda (Isole Cook, Tokelau e Niue) e in Australia (Isole Norfolk). Dal punto di vista del diritto costituzionale e internazionale, la maggior parte di questi accordi corrisponde allo status di territorio dipendente ai sensi dell'articolo 73 della Carta delle Nazioni Unite oppure allo status di stato associato. Questi territori - proprio come le colonie della Corona britannica - non fanno costituzionalmente parte del rispettivo territorio nazionale.

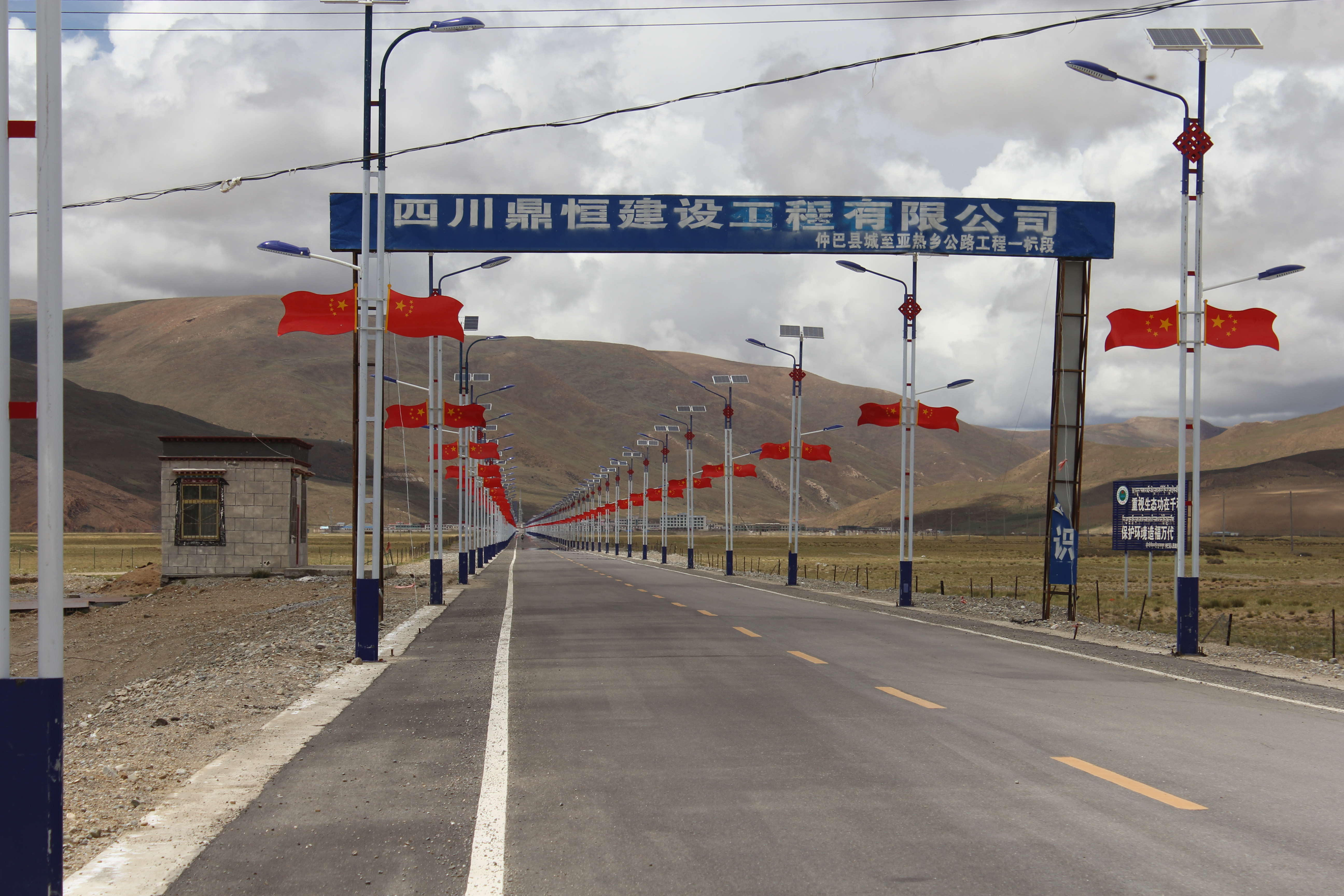
Cartelli propagandistici nella "Regione autonoma del Tibet" (Cina)

Il cuore di ogni autonomia territoriale moderna è costituito da un parlamento regionale liberamente eletto e da un governo regionale democraticamente determinato. Se questi criteri di base non sono soddisfatti, si può al massimo parlare di "quasi-autonomia" o di accordi simili all'autonomia. Ne sono un esempio le unità autonome dell'Uzbekistan (Karakalpakistan), del Tagikistan (Badakhshan), del Pakistan (Azad Kashmir), dell'Azerbaigian (Nakhichevan), del Nicaragua (Costa Caraibica Nord e Sud), della Somalia (Puntland) e tutte le unità autonome della Repubblica Popolare Cinese. Soprattutto, la mancanza di procedure decisionali democratiche e l'assenza di veri poteri legislativi fanno sì che la denominazione "autonoma" appaia ingiustificata in numerosi casi di cosiddetti "territori autonomi".
Se si assume una definizione precisa di autonomia territoriale, che presuppone uno Stato costituzionale democratico, la sua storia inizia solo nel 1921 con l'accordo tra Finlandia e Svezia sull'istituzione dell'autonomia di Åland e la successiva decisione della Società delle Nazioni del 24.6.1921. Nella storia precedente al 1921 si possono certamente trovare accordi di autogoverno territoriale simili all'autonomia, ma nella maggior parte dei casi non erano presenti né lo Stato di diritto costituzionale né la democrazia come prerequisiti fondamentali. D'altra parte, nei pochi Stati costituzionali democratici che esistevano prima della Prima Guerra Mondiale, non esisteva alcuna autonomia territoriale. In altre parole, anche se vari Stati hanno concesso forme di autonomia a singoli territori sub-statali, ciò non è avvenuto in condizioni democratiche.

## Storia
Nella prima metà del XX secolo, l'autonomia territoriale è stata istituita in vari Stati europei per contenere i conflitti politici derivanti dai cambiamenti territoriali dopo la Prima guerra mondiale, come l'area di Memel-Klaipėda (Memelland in Lituania) e la Saarland (1920-1935, amministrato dalla Società delle Nazioni). L'autonomia territoriale fu concessa alla Catalogna nel 1932 e ai Paesi Baschi nel 1936, ma entrambe le autonomie vennero soppresse durante la guerra civile spagnola del 1936-1939. Solo nel 1978 e nel 1979, rispettivamente, le due "nazionalità storiche" spagnole hanno riacquistato la loro autonomia insieme al resto delle comunità autonome.

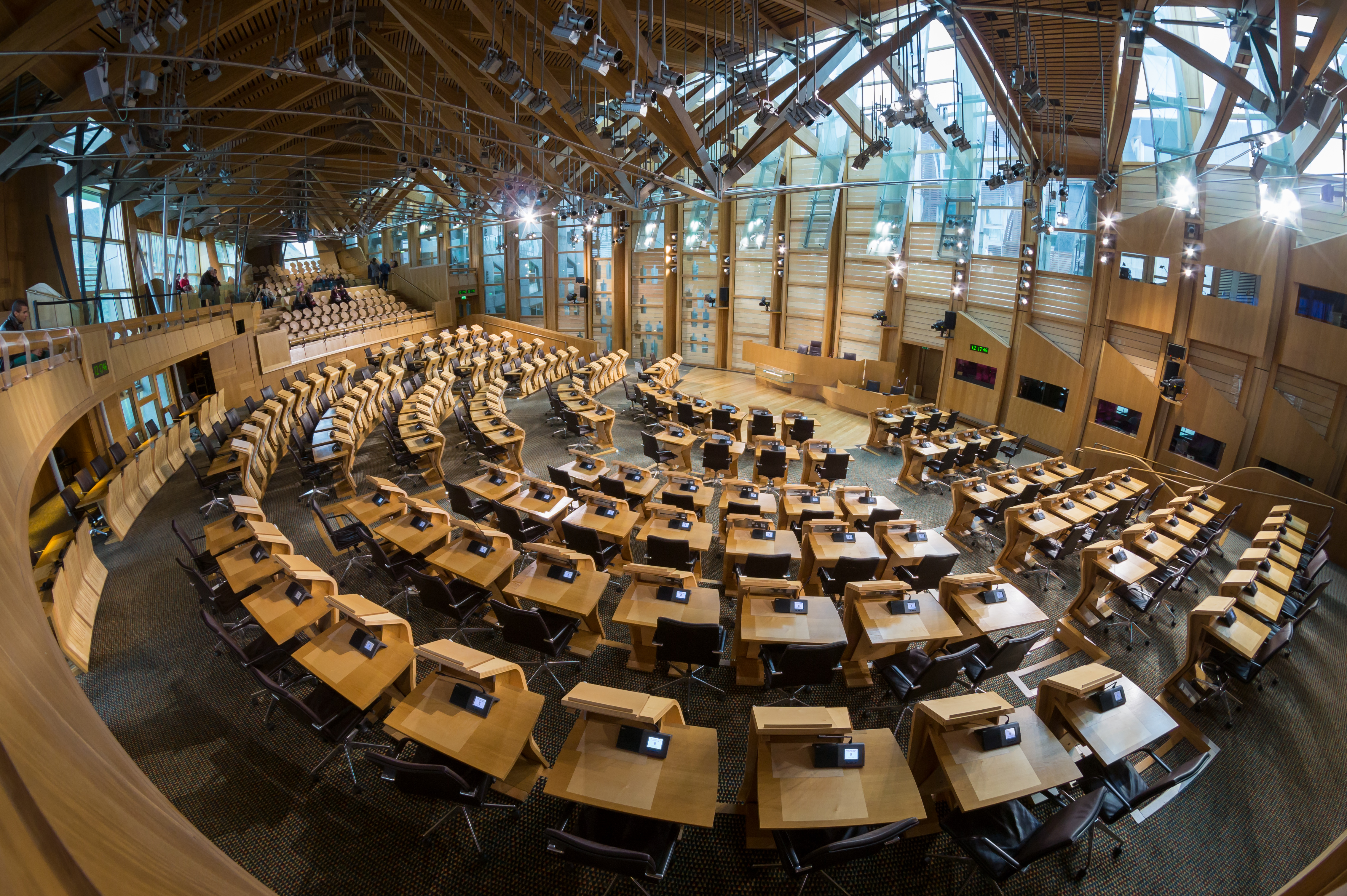
Il Parlamento scozzese a Edimburgo

Nel secondo dopoguerra, le condizioni quadro erano inizialmente sfavorevoli a un'ampia discussione sull'autonomia territoriale. Come soluzione sostitutiva all'indipendenza e alla piena statualità, questa formula era vista con sospetto dalle élite statali del dopoguerra. Poiché dopo il 1945 in Europa, a causa di confini già esistenti o di confini nuovi c'erano più di 100 minoranze nazionali, l'autonomia territoriale non era vista come una misura di pacificazione, ma piuttosto come un passo verso la possibile revisione dei confini. L'autonomia come diritto collettivo delle minoranze e dei popoli più piccoli è stata percepita anche al di fuori dell'Europa come una minaccia per i confini statali esistenti, piuttosto che come una stabilizzazione.
Oltre alla più antica autonomia territoriale in Europa, le isole Åland in Finlandia, dopo il 1948 sono state istituite autonomie speciali in Italia, nei Paesi Bassi e in Danimarca. Dopo il ritorno alla democrazia, sono state istituite regioni autonome anche in Portogallo nel 1975 e in Spagna dal 1978. In Belgio, nel corso della trasformazione dello Stato precedentemente centralizzato in uno Stato federale, la comunità di lingua tedesca del Belgio orientale ha ottenuto l'autonomia territoriale all'interno della Vallonia. Tuttavia, anche le normative sull'autonomia in Europa hanno avuto in più occasioni un parto difficile. In Gran Bretagna, l'Irlanda del Nord ha dovuto attendere fino al 1998 per trovare una soluzione concordata a livello internazionale, basata sulla devoluzione di ampi poteri al parlamento e al governo di Belfast. Lo stesso è accaduto in Scozia e, con ritardo, in Galles. In Francia, le richieste di autonomia territoriale o almeno culturale da parte di minoranze nazionali come i Corsi, i Bretoni, i Baschi e gli Alsaziani vengono ostinatamente respinte. La Francia insiste sul principio che esiste una sola nazione e ha concesso una vera autonomia territoriale solo alle due "collettività d'oltremare sui generis" della Nuova Caledonia e della Polinesia francese.
L'Italia, nata come Stato regionale nel 1948, ha istituito cinque regioni a statuto speciale per le minoranze nazionali per motivi etnici e storici (Valle d'Aosta, Sicilia, Trentino-Alto Adige, Sardegna e Friuli-Venezia Giulia). In Sicilia, un forte movimento regionale spinse per un'ampia autonomia subito dopo la fine della guerra. Il Friuli Venezia Giulia ha ottenuto il suo statuto speciale solo nel 1963.
Il Kosovo ha ricevuto un'autonomia territoriale simile a quella della Voivodina all'interno della Repubblica costituente della Serbia nel 1974. Entrambe le autonomie vennero di fatto smontate dal regime di Milošević. La Voivodina ha riacquistato l'autonomia solo nel 2009. L'autonomia è fallita anche in alcuni casi nell'Europa orientale e nel Caucaso: in Georgia, è stata l'abolizione dell'autonomia concessa sotto l'Unione Sovietica a scatenare la rivolta e il distacco di due regioni, l'Abkhazia e l'Ossezia del Sud. In Ucraina, la plurietnica Crimea aveva uno status autonomo distinto dal 1994, perso nel 2014 con l'annessione alla Russia. In Moldavia, invece, l'autonomia della Gagauzia esiste dal 1994.
L'unica autonomia territoriale funzionante in Africa è l'autonomia (Stato costituente) dell'isola di Zanzibar, istituita nel 1964 all'interno dello Stato della Tanzania. Nell'Africa post-coloniale, gli Stati centralizzati sono rimasti la regola, mentre gli Stati federali e le autonomie territoriali sono tuttora rare eccezioni.

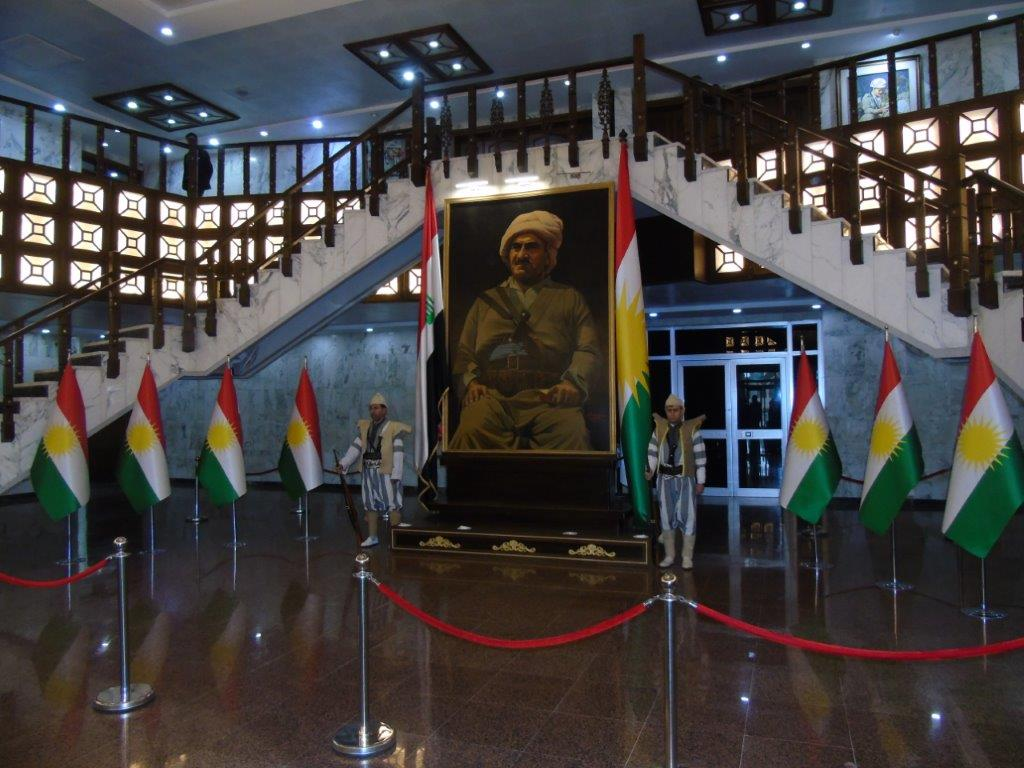
Il Parlamento del Kurdistan autonomo a Erbil (Kurdistan, Iraq)

In Asia, l'autonomia è stata introdotta nel 1970 in Iraq per il Kurdistan, schiacciata dal regime di Hussein già nel 1974. Solo nel 1991, dopo la prima guerra del Golfo, i curdi dell'Iraq hanno potuto riconquistare la loro autonomia. In India, dopo l'indipendenza del 1947, l'ex principato di Jammu e Kashmir ha ottenuto uno status speciale come Stato costituente, abolito nel 2019. Le autonomie territoriali funzionanti dell'India oggi si trovano tutte nel Nordest della federazione.
Nelle Filippine e in Indonesia, solo negli anni '90 l'autonomia territoriale è stata intesa come un concetto valido per risolvere i conflitti con le popolazioni minoritarie a Mindanao, Papua occidentale e Aceh. La popolazione musulmana di Mindanao ha condotto una lunga battaglia contro lo Stato filippino fino a strappare un'autonomia nel 2014, poi ampliata per diventare la Regione autonoma di Bangsamoro nel 2019. La concessione dell'autonomia alla provincia di Aceh nel 2001, nell'estremo ovest di Sumatra, è stata preceduta da decenni di sanguinosi conflitti. In Oceania, l'isola di Bougainville, autonoma dal 2002, nel 2019 ha votato a stragrande maggioranza per la secessione dalla Papua Nuova Guinea, ponendo fine al suo status di autonomia.
La prima autonomia territoriale nelle Americhe fu istituita a Panama nel 1938 nella comarca di Guna Yala (rifondata nel 1953). Nel 1987 è stata istituita l'autonomia a favore delle popolazioni indigene della Costa caraibica del Nicaragua, attuata però solo a partire dal 2003. Nel 1999 al Nunavut nel Canada è stata concessa un'autonomia speciale nell'ambito del sistema federale canadese e nel 2003 al Territorio dello Yukon e il Northwest-Territory. Sia in America Latina che in Nord America, alla maggior parte delle popolazioni indigene, nella misura in cui non sono state sterminate, meticciate o assimilate, sono state concesse altre forme di autogoverno, principalmente riserve etniche. L'autonomia territoriale moderna è rimasta una rara eccezione. In alcuni casi autonomia territoriale è stata istituita come soluzione transitoria progettata con la possibilità di scegliere tra indipendenza e autonomia. Bougainville, le Antille Olandesi, il Sud Sudan hanno optato per la statualità (piena sovranità) o per un altro status rispetto allo Stato madre (ad esempio, la libera associazione). Storicamente, l'autonomia territoriale non può essere intesa come una soluzione statica e definitiva: gli statuti e i regolamenti delle regioni autonome sono stati spesso ulteriormente sviluppati, ampliando e completando così l'autonomia complessiva. Da un punto di vista storico, l'autonomia territoriale è servita principalmente a proteggere le minoranze e a pacificare i conflitti tra gli Stati centrali e le minoranze nazionali e i popoli più piccoli, dimostrandosi una soluzione stabile a lungo termine a questi conflitti.

## Esempi
Åland

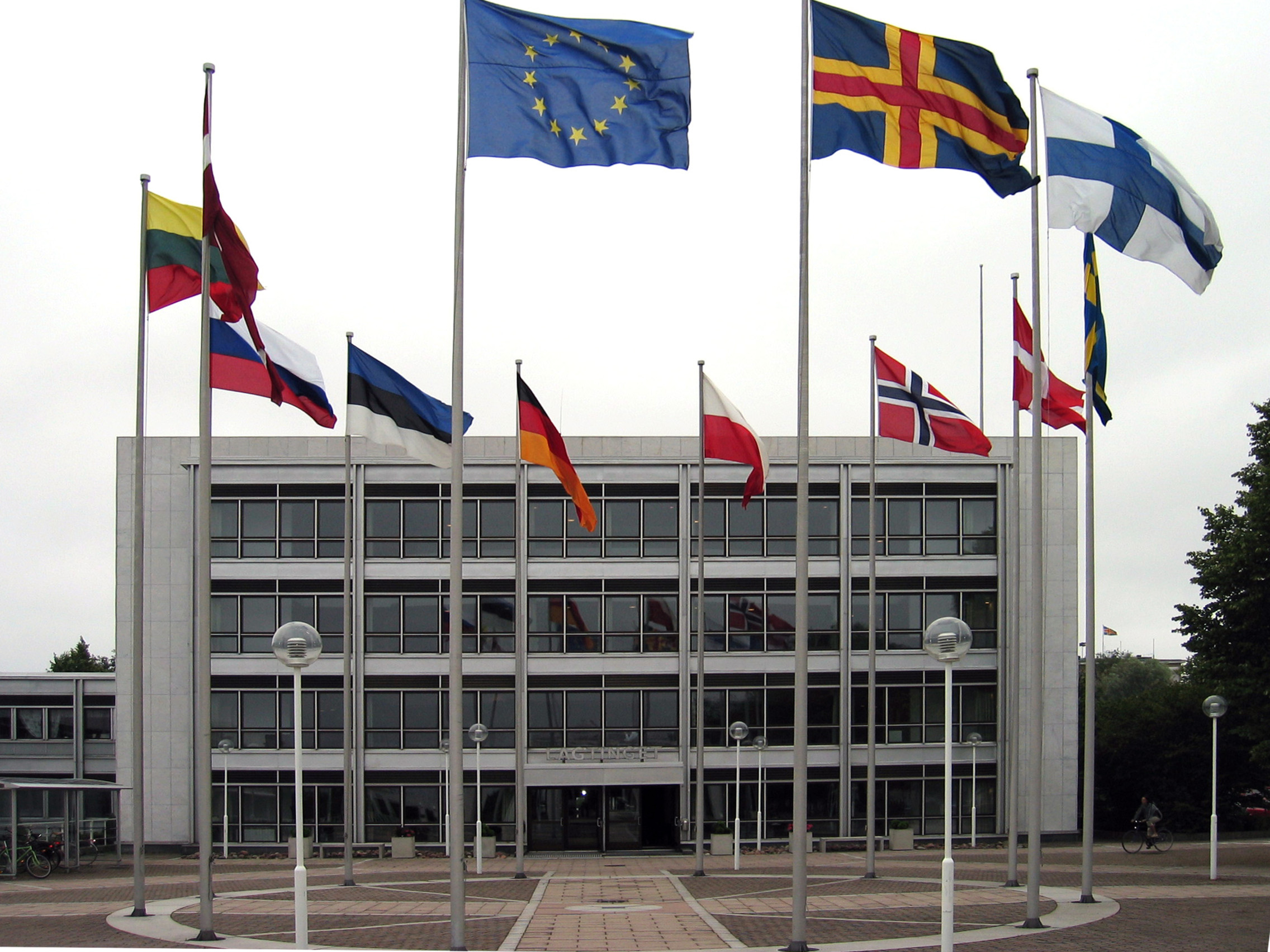
Il Lagting (parlamento) delle isole Aland a Mariehamn (Aland, Finlandia)

L'arcipelago di Åland è composto da circa 6.500 isole tra Finlandia e Svezia, con una superficie di 1.527 km². L'arcipelago conta appena 30.000 abitanti, la metà dei quali vive nella sola capitale Mariehamn. L'Åland è una regione molto speciale: autonoma, demilitarizzata, neutrale, di lingua e cultura svedese, eppure parte della Finlandia. Dal 1921, le Åland sono autonome grazie a un accordo tra Svezia e Finlandia e a una legge dello Stato finlandese, il che le rende la più antica "autonomia territoriale" al mondo nell'ambito di uno Stato costituzionale democratico. L'autonomia di Åland è sancita anche dalla Costituzione finlandese (art. 120).
Questa forma di autogoverno per gli abitanti delle Åland fu approvata anche dalla Società delle Nazioni: il 24 giugno 1921 la Società delle Nazioni decise ufficialmente che la Finlandia aveva diritto alla sovranità sulle Åland, a patto che la protezione della lingua e della cultura svedese fosse parte integrante dello status di autonomia. Nell'ottobre 1921, 10 Stati firmarono una convenzione per la completa smilitarizzazione e neutralità delle isole, confermata dalla Conferenza di pace di Parigi nel 1946. Le isole Åland sono spesso chiamate "Isole della Pace" a causa di questa smilitarizzazione. L'8 maggio 1922 si sono tenute le prime elezioni del Parlamento regionale (Lagting), che si è riunito per la prima volta il 9 giugno 1922. Da allora, il 9 giugno viene celebrato come "Giorno dell'autonomia" di Åland. Lo Statuto delle Isole Åland è stato rivisto nel 1951 e nuovamente nel 1991.
Il Parlamento ha competenza legislativa primaria per le materie che rientrano nell'autogoverno. Queste materie comprendono praticamente tutti i regolamenti dell'amministrazione interna, della vita economica locale, del benessere sociale e dell'ordine interno, del sistema di educazione e della cultura. Lo Stato finlandese mantiene le competenze in materia di politica estera, la maggior parte del diritto civile e penale, l'organizzazione dei tribunali e le questioni doganali e fiscali. Nel 2021-2022 Åland festeggia i 100 anni di autonomia.
Alto Adige/Südtirol

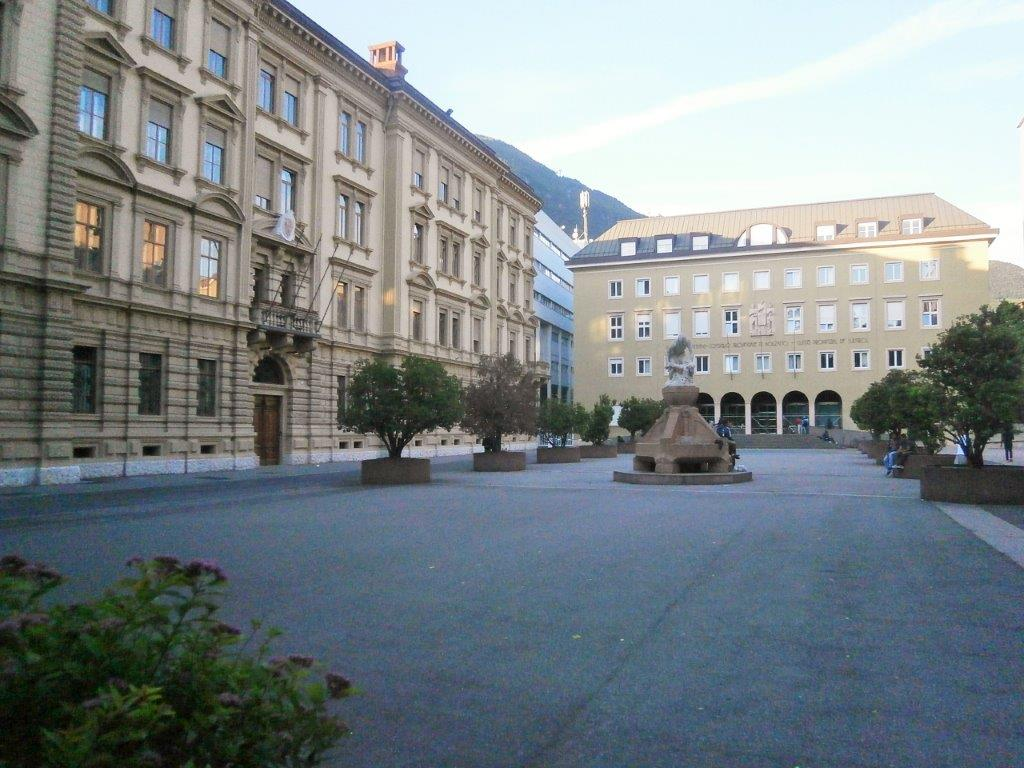
Il Consiglio provinciale della Provincia autonoma di Bolzano

L'Alto Adige (536.000 abitanti, 7.400 km²) comprende la parte meridionale del Tirolo storico, una volta parte della monarchia asburgica dal 1363 al 1918. Nel 2011, quasi il 70% dei suoi abitanti si è dichiarato membro del gruppo linguistico tedesco, circa il 25% del gruppo linguistico italiano e il 4,5% appartenente ai ladini dolomitici. Insieme al Trentino (provincia di Trento), l'Alto Adige forma una delle cinque regioni italiane a statuto speciale. È l'unica autonomia territoriale in Italia che si basa su un trattato internazionale, ovvero il "Trattato di Parigi" firmato tra Italia e Austria il 5 settembre 1946. L'Alto Adige era stato ceduto dall'Austria all'Italia dopo la Prima Guerra Mondiale, a seguito della sconfitta e del crollo dell'Impero asburgico.
Il primo Statuto di autonomia del 1948 trasferì la maggior parte delle competenze legislative e amministrative autonome alla regione "Trentino-Tiroler Etschland" (nome dell'epoca), dominata da una maggioranza italiana. I sudtirolesi si opposero a questa pseudo-autonomia sia sul piano politico sia con forme violente. Solo con il secondo Statuto di autonomia, entrato in vigore il 20.1.1972, all'Alto Adige, con i suoi organi democratici, è stato assicurato un ruolo centrale nell'autonomia territoriale. L'autonomia dell'Alto Adige del 1972 fu un compromesso tra il Partito Popolare Sudtirolese (SVP) e lo Stato italiano. Numerose richieste dei sudtirolesi rimasero insoddisfatte e la regione del Trentino-Alto Adige continuò ad esistere. Dopo la dichiarazione di cessazione del conflitto del 1992 tra Italia e Austria, questa autonomia potrebbe essere ampliata. Tuttavia, dopo la riforma costituzionale del 2001, sono state introdotte restrizioni all'autonomia. A differenza di altre regioni con autonomia territoriale in Europa (Belgio orientale, Åland, Groenlandia, Catalogna), il secondo Statuto di autonomia dal 1972 non ha subito una revisione generale. Sia a livello parlamentare a Roma che con procedure partecipative in Alto Adige (Convenzione sull'autonomia), da anni si cerca di riformare lo statuto, ma finora senza successo.
Una caratteristica particolare dell'autonomia dell'Alto Adige è che i tre gruppi linguistici ufficiali sono riconosciuti come entità giuridiche e godono di diritti di rappresentanza negli organi politici. In Alto Adige esistono sofisticati sistemi per il processo decisionale democratico consociativo e la mediazione dei conflitti. Ciononostante, dagli anni '80 esiste un movimento per l'autodeterminazione e la secessione dell'Alto Adige dall'Italia, sostenuto da una parte considerevole dell'elettorato.
Aceh

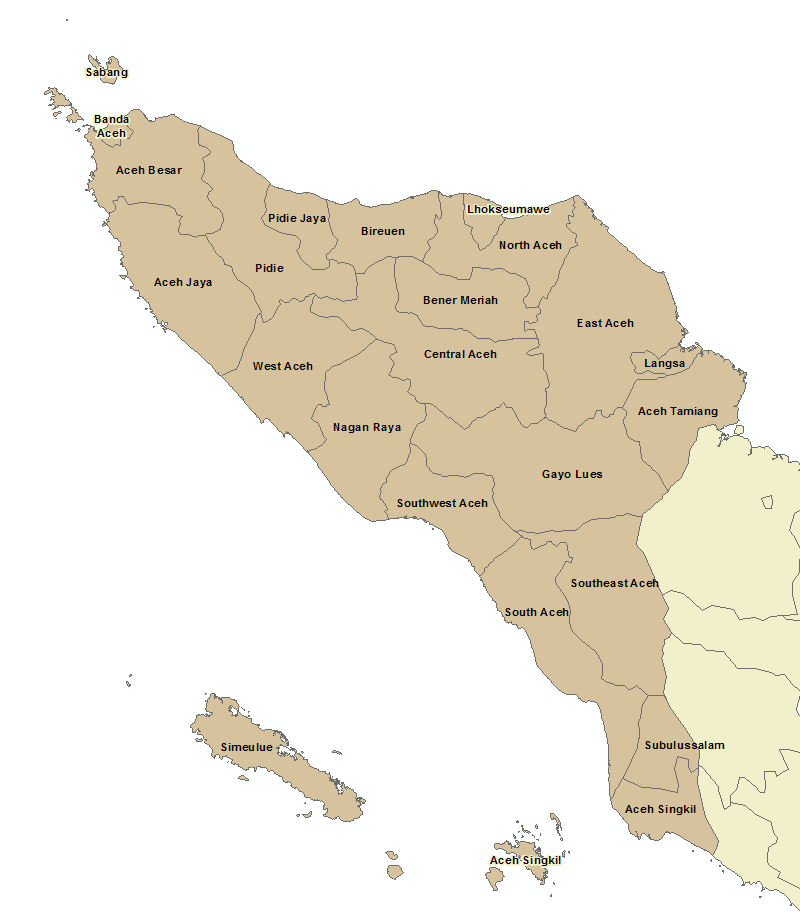
L'ubicazione della provincia di Aceh in Indonesia

Aceh, la provincia più occidentale dell'Indonesia (circa 58.000 km², 5,2 milioni di abitanti), ha vissuto un secolo movimentato. Dopo decenni di lotta contro il potere coloniale dei Paesi Bassi, l'indipendenza dell'Indonesia fu proclamata nel 1949. Invece della sperata autonomia della regione, le truppe indonesiane invasero e occuparono la provincia di Aceh. Per gli Acehnesi, che differiscono sia dal punto di vista etnico-linguistico sia religioso, in quanto praticano una forma più ortodossa di Islam, dalla popolazione indonesiana maggioritaria, questa azione militare è stata equiparata a un'invasione straniera. Dal 1976, il "Movimento per l'Aceh libero" GAM ha iniziato a lottare per l'indipendenza. Per molto tempo, nella regione ha regnato la legge marziale e una repressione sanguinosa. Negli anni '90 sono morte 12.000 persone, centinaia di migliaia vennero sfollate. Il 26 dicembre 2004, un terribile evento naturale favorì lo sblocco dei negoziati di pace. Le 230.000 vittime dello tsunami hanno portato le parti in conflitto al tavolo delle trattative. In breve tempo si è riusciti a stringere un accordo per un'ampia autonomia. La proposta di autonomia per l'Aceh è stata elaborata con la partecipazione della società civile, delle università, dei partiti politici e del GAM. Il 13 luglio 2006, il Parlamento di Giacarta ha approvato uno statuto di autonomia unico per l'Indonesia, che soddisfa quasi tutti i desideri degli Acehnesi. Il GAM si è trasformato in un partito politico e uno dei suoi ex comandanti è diventato il primo presidente liberamente eletto di Aceh. Oggi la regione non solo gode di ampie competenze autonome, ma anche di diritti speciali nel diritto civile e penale. Ha una propria forma di sharia islamica. Aceh, ricca di petrolio e gas, può trattenere il 70% dei proventi dell'estrazione.
Nunavut

Il territorio autonomo di Nunavut (Canada)

Il Nunavut, con 1.968.400 km² e 36.000 abitanti, è la regione autonoma più grande e allo stesso tempo più scarsamente popolata del pianeta. Da almeno 2000 anni, quasi solo gli Inuit abitano l'inospitale nord del Canada in piccole comunità di villaggio. Fino a poco tempo fa, il loro sostentamento era la pesca e la caccia; nel 1999 è arrivata l'autonomia. Questa soluzione è stata possibile solo perché il Canada ha perseguito una politica lungimirante almeno nei confronti di queste popolazioni indigene. A differenza degli Stati Uniti, Ottawa aveva sempre mantenuto la terra degli Inuit nelle mani del governo, negando l'accesso ai coloni bianchi e impedendo la privatizzazione. Nel 1993, dopo lunghe trattative con la nuova leadership Inuit che si era formata, ci fu lo storico successo del Nunavut Act, la legge fondamentale del Nunavut autonomo. Il Nunavut ha un'assemblea e un governo eletti democraticamente. Poiché anche pochi insediamenti minerari sconvolgerebbero completamente la composizione etnica, i controlli sull'immigrazione sono molto severi e 15 dei 19 membri della legislatura provinciale devono essere Inuit. La legge sul Nunavut a differenza di altri statuti di autonomia, non solo è parte della Costituzione, ma anche una regolamentazione completa della proprietà e dei diritti di utilizzo della terra.
Un'area di 352.000 km² - grande quanto la Germania - divenne proprietà comunitaria del popolo degli Inuit. Un'area di 36.000 km² di interesse minerario può essere utilizzata solo dagli Inuit. Questa proprietà comunitaria è gestita dalla Tungavik Incorporation, la "corporazione" Inuit. Inoltre, il Nunavut riceve generosi aiuti finanziari da Ottawa. Per le popolazioni indigene delle Americhe, il Nunavut è un grande modello da seguire. Nell'estremo nord del Canada si è realizzato il sogno di un popolo indigeno di avere un proprio territorio con il controllo comune delle risorse naturali. Grazie all'autonomia territoriale, gli Inuit gestiscono la propria terra e i propri mezzi di sostentamento economico e li utilizzano anche per preservare la propria identità culturale, senza compromettere la sovranità dello stato canadese.
Bodoland

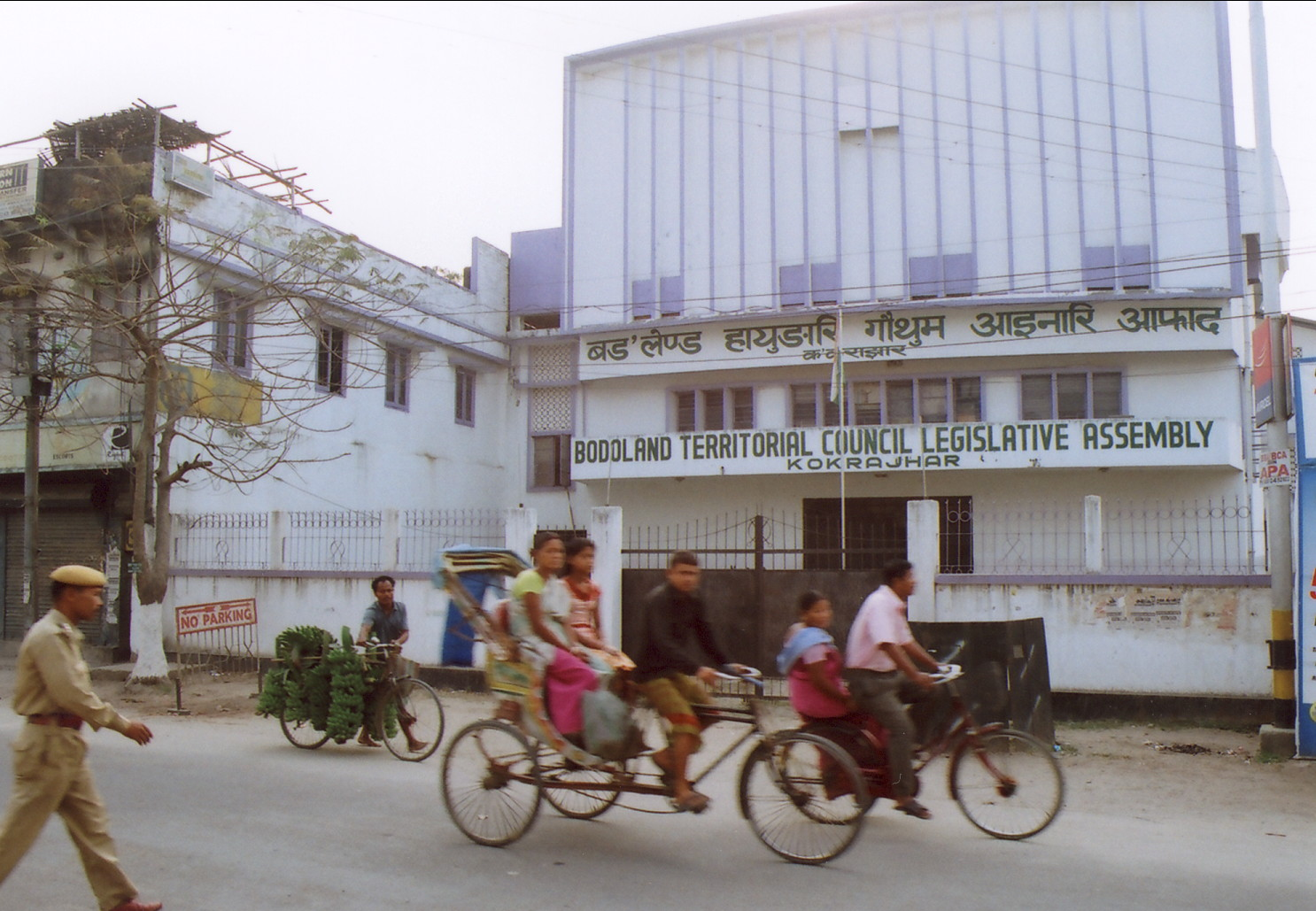
Il consiglio legislativo del Distretto autonomo del Bodoland (Assam)

La regione autonoma del Bodoland (8.821 km², 3,155 milioni di abitanti) è stata istituita come "Distretto dell'Area Territoriale del Bodoland" nel 2003, come parte dello stato membro dell'Assam, sulla base del Sesto Allegato della Costituzione indiana e di un accordo di pace tra lo Stato e le "Tigri di Liberazione del Bodoland". Il popolo dei Bodo rivendicava l'autogoverno già all'amministrazione coloniale britannica dal 1929. Dopo che questa richiesta è stata ignorata per decenni, anche nell'India indipendente, diversi fronti di liberazione dagli anni 1980 condussero una guerriglia per l'autodeterminazione, con l'obiettivo di formare un proprio Stato membro delle federazione dell'India, distinto dall'Assam. Infine, i Bodo hanno accettato una soluzione di compromesso, ovvero l'autonomia territoriale all'interno dello Stato dell'Assam. Con circa due milioni di persone, i Bodo costituiscono la più grande minoranza etnica dell'attuale Assam. La lingua bodo è riconosciuta come lingua co-ufficiale sia nel Bodoland che nell'intero Assam.
Poiché la prima autonomia territoriale non venne attuata in modo coerente e risultò insufficiente secondo gran parte dei Bodo, dal 2010 diverse milizie Bodo ripresero le armi. Il 27 gennaio 2020, i rappresentanti del Fronte Nazionale Democratico del Bodoland (NDFB), dell'Unione degli Studenti Bodo (All Bodo Students' Union ABSU) e i rappresentanti del governo federale hanno firmato un nuovo accordo di pace a Delhi. Allo stesso tempo, 1.550 combattenti delle varie milizie di Bodo hanno deposto le armi. Nel complesso, il nuovo accordo di pace costituisce la base per l'autogoverno, lo sviluppo economico e la coesistenza tra i gruppi etnici della regione del Bodoland. È necessario trovare continuamente dei compromessi tra la nazione titolare (Bodo) e le altre minoranze, tra le tribù riconosciute (scheduled tribes) e la popolazione non tribale. La coesistenza pacifica di tutti i gruppi etnici e la governance condivisa restano la sfida più grande del Bodoland. La regione è considerata l'autonomia territoriale più avanzata dell'India.